# České ligy ledního hokeje žen 2020/2021
V sezóně 2020/2021 v ledním hokeji žen hrálo 21 českých týmů a ve 2. lize i jeden německý (ESC Jonsdorf). Hrálo se, tak jako v předchozím ročníku, ve 4 skupinách, rozdělených do 3 výkonnostních stupňů. Nejvyšší skupinou byla extraliga, která měla 4 účastníky hrající o titul mistra republiky. Druhá výkonnostní soutěž byla 1. liga, ve které byly rozděleny týmy do dvou oblastních skupin (česká A skupina 6 týmů a moravská B skupina 6 týmů). Třetí výkonnostní soutěž byla 2. liga, kde hrálo 6 týmů. 
Tým ESC Jonsdorf dne 20. října odstoupil ze soutěže a jeho dosavadní výsledky byly anulovány. Poté byla soutěž předčasně ukončena (Covid-19) a nebyla odehrána ani baráž o postup/sestup ze soutěže. Proto zůstalo výkonnostní rozdělení týmů pro nadcházející sezónu shodné.

## Extraliga žen
Sezóna byla v říjnu ukončena (Covid-19).
| P  | Tým            | Z | V | VP | PP | P | Skóre | B  |
| -- | -------------- | - | - | -- | -- | - | ----- | -- |
| 1. | HC Příbram     | 4 | 4 | 0  | 0  | 0 | 44:8  | 12 |
| 2. | HC 2001 Kladno | 2 | 1 | 0  | 0  | 1 | 7:8   | 3  |
| 3. | HC Litvínov    | 2 | 0 | 0  | 0  | 2 | 1:9   | 0  |
| 4. | SK Karviná     | 2 | 0 | 0  | 0  | 2 | 4:31  | 0  |

## 1. liga žen skupina A
Sezóna byla v říjnu ukončena (Covid-19).
| P  | Tým                                | Z | V | VP | PP | P | Skóre | B  |
| -- | ---------------------------------- | - | - | -- | -- | - | ----- | -- |
| 1. | HC TJ Tesla Centralplast Pardubice | 5 | 4 | 0  | 0  | 1 | 24:11 | 12 |
| 2. | HC Energie Karlovy Vary            | 4 | 3 | 0  | 0  | 1 | 15:8  | 9  |
| 3. | HC Roudnice nad Labem              | 5 | 2 | 1  | 0  | 2 | 14:18 | 8  |
| 4. | HC Berounské Lvice                 | 4 | 2 | 0  | 1  | 1 | 19:9  | 7  |
| 5. | TJ Bílí Tygři Liberec              | 5 | 1 | 0  | 0  | 4 | 10:31 | 3  |
| 6. | HC Jičín                           | 3 | 0 | 0  | 0  | 3 | 8:13  | 0  |

## 1. liga žen skupina B
Sezóna byla v říjnu ukončena (Covid-19).
| P  | Tým                      | Z | V | VP | PP | P | Skóre | B  |
| -- | ------------------------ | - | - | -- | -- | - | ----- | -- |
| 1. | Hokejový klub Opava      | 4 | 4 | 0  | 0  | 0 | 35:8  | 12 |
| 2. | HC Lvi Břeclav           | 3 | 3 | 0  | 0  | 0 | 36:5  | 9  |
| 3. | HC Uničov                | 5 | 3 | 0  | 0  | 2 | 38:16 | 9  |
| 4. | WHC Valkyries Brno       | 4 | 1 | 0  | 0  | 3 | 16:25 | 3  |
| 5. | HC Cherokees             | 4 | 1 | 0  | 0  | 3 | 14:52 | 3  |
| 6. | HC REBELS 2017 Prostějov | 4 | 0 | 0  | 0  | 4 | 1:34  | 0  |

## 2. liga žen
Sezóna byla v říjnu ukončena (Covid-19). Tým ESC Jonsdorf odstoupil 20. října ze soutěže.
| P  | Tým            | Z | V | VP | PP | P | Skóre | B  |
| -- | -------------- | - | - | -- | -- | - | ----- | -- |
| 1. | HC Děčín       | 4 | 4 | 0  | 0  | 0 | 49:6  | 12 |
| 2. | HC Kobra Praha | 3 | 2 | 0  | 0  | 1 | 14:13 | 6  |
| 3. | HC ESA         | 3 | 1 | 1  | 0  | 1 | 21:9  | 5  |
| 4. | Holkey Náchod  | 4 | 1 | 0  | 1  | 2 | 26:16 | 4  |
| 5. | ESC Jonsdorf   | 0 | 0 | 0  | 0  | 0 | 0:0   | 0  |
| 6. | HC Lovosice    | 4 | 0 | 0  | 0  | 4 | 3:69  | 0  |